# 蔡錦隆
蔡錦隆（1958年3月1日—），出生於臺中市，中華民國政治人物，曾為中國國民黨籍立法委員。

## 問政與提案
筏子溪整治工程
- 蔡錦隆立委向臺中市政府跟中央經濟部水利署爭取30億元新台幣經費整治與美化筏子溪。[1][2][3]。

支持美國牛肉進口
- 2012年3月29日，攸關含瘦肉精美國牛肉是否開放的「食品衛生管理法部分條文修正案」審查，擔任主席的國民黨召委蔡錦隆下午一現身，就以無線麥克風宣布委員會無共識，將18個版本全部保留送朝野協商並散會，換句話說，待一個月的協商期過後，食管法將直接送院會二、三讀，以人頭表決定生死。[4]蔡錦隆並於表決時投下贊成票。

推動勞保若財務破產，由政府負擔支付責任
- 2012年10月傳出勞保年金因制度設計問題，將在2027年破產使全國勞工領不到退休金，[5][蔡錦隆在施政總質詢時要求行政院長陳沖，將政府負擔最後支付責任入法，讓勞保基金萬一不足，可由政府墊補，負擔最後支付責任，徹底解決勞保破產問題。[6]

踢爆國軍退學賠款有十億未追討
- 2012年8月12日，踢爆國軍退學賠款有新臺幣十億五千萬未追討[7]。

提案違法處理廢棄物免除刑責
- 要求廢除「廢棄物清理法」第46條的相關條文，即未領有廢棄物清除、處理許可文件者，從事廢棄物貯存、清除、處理，將處以一年以上五年以下有期徒刑，得併科罰金三百萬元。蔡錦隆表示是避免拾荒老人或若是受罰，但民進黨立委田秋堇與環保團體綠色陣線協會則認為其圖利財團，給了不肖業者上下其手的機會。[8]

踢爆國軍防彈衣和防護裝備不堪使用
- 2012年9月16日，踢爆全國防彈衣萬餘件全部超過使用期限，不堪使用。[9]

會計法修正案
- 蔡錦隆曾連署會計法99-1條的修正提案。草案內容為2009年6月30日以前各民意機關所支用的研究費、公費助理費、加班費、業務費、出國考察費，以及鄉（鎮、市、區）公所的村、里長事務補助費等，均不追究行政、民事責任，若涉及刑責也不罰，順代替柯文哲解套。[10]

爭取國道一號台中段增設系統交流道銜接台74線交通改善案
- 2013年11月14日，辦理會勘要求交通部長葉匡時，增設系統交流道並解決下閘道車流回堵問題[11]

## 罷免案

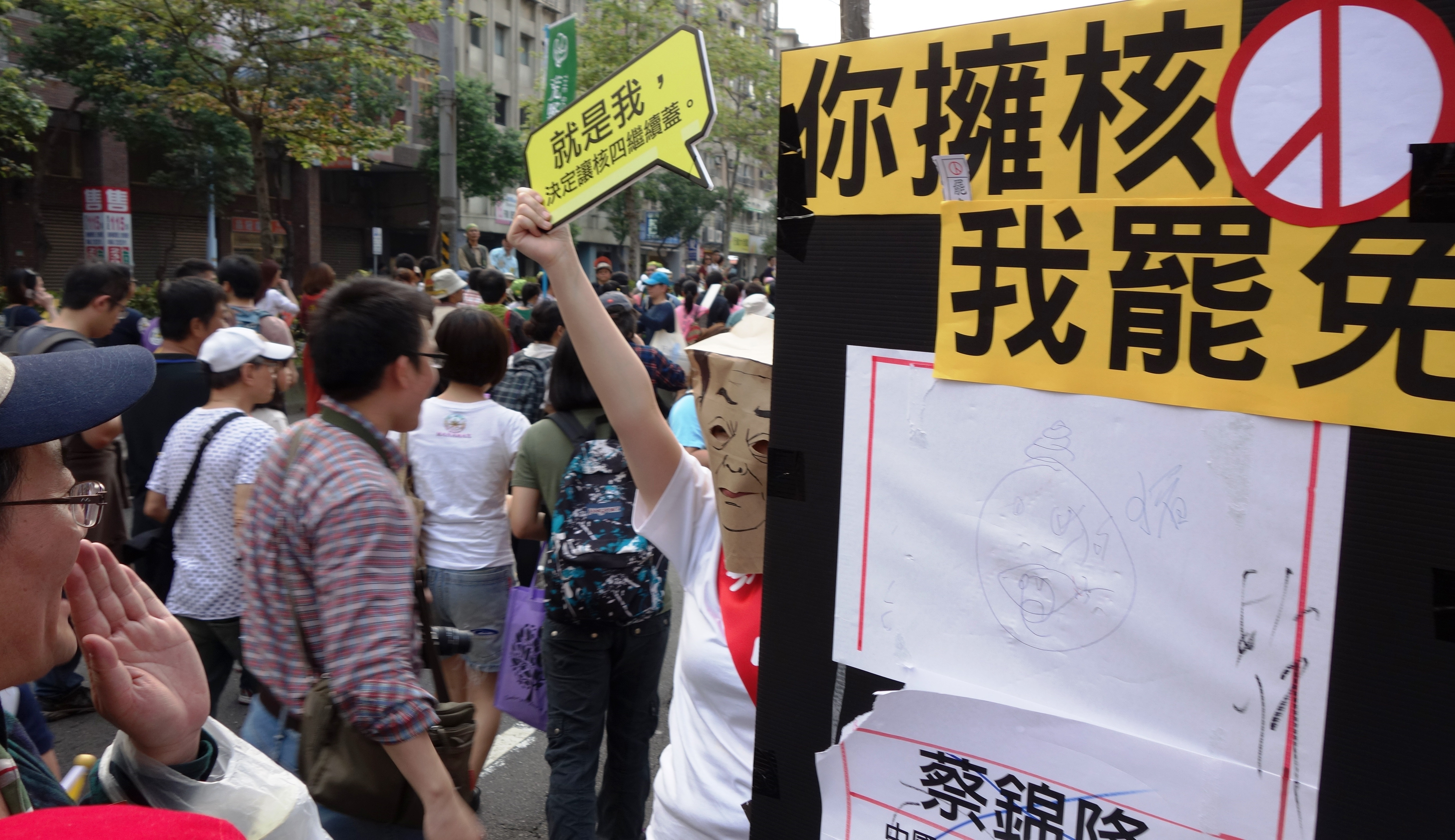
2013年反核四遊行上被指為應罷免對象

2015年1月12日，台中「全面罷免」團隊接到中央選舉委員會通知指罷免中國國民黨籍立委蔡錦隆的第一階段2％提議書審查通過。根據選罷法規定要在領件30天內完成第二階段13％的連署書募集，臺中的全面罷免成員表示將於17日前往中選會領取第二階段所需連署書表格，在2月16日第二階段截止前將能涵蓋較多方便民眾連署的週末。臺中團隊並推出「全面罷免2：極速罷免去」網站，募集志工與連署書，以擴大臺中公民之參與響應。

## 選舉紀錄
| 年度 | 選舉屆數               | 選舉區           | 所屬政黨   | 得票數  | 得票率 | 當選標記 | 備註 |
| ---- | ---------------------- | ---------------- | ---------- | ------- | ------ | -------- | ---- |
| 1996 | 第三屆國民大會代表選舉 | 臺中市第二選舉區 | 中國國民黨 | 10,556  | 5.25%  |          |      |
| 1998 | 第十四屆臺中市議員選舉 | 臺中市第四選舉區 | 中國國民黨 | 6,054   | 11.19% |          |      |
| 2002 | 第十五屆臺中市議員選舉 | 臺中市第四選舉區 | 中國國民黨 | 5,101   | 11.36% |          |      |
| 2004 | 第六屆立法委員選舉     | 臺中市選舉區     | 中國國民黨 | 67,711  | 17.01% |          |      |
| 2008 | 第七屆立法委員選舉     | 臺中市第一選舉區 | 中國國民黨 | 84,664  | 61.29% |          |      |
| 2012 | 第八屆立法委員選舉     | 臺中市第四選舉區 | 中國國民黨 | 101,702 | 51.11% |          |      |
| 2016 | 第九屆立法委員選舉     | 臺中市第四選舉區 | 中國國民黨 | 70,124  | 36.77% |          |      |

## 外部連結
- 立法院－蔡錦隆 （页面存档备份，存于）
- 活力阿隆Blog （页面存档备份，存于）
- FB蔡錦隆